# سیارک ۴۴۷۵
سیارک ۴۴۷۵ (به انگلیسی: 4475 Voitkevich، نامگذاری:1982UQ5) چهار هزار و چهارصد و هفتاد و پنجمین سیارک کشف شده‌است که در ۲۰ اکتبر ۱۹۸۲ کشف شد.
قدر مطلق سیارک برابر ۱۳٫۵۰ است.